# Proyecto Zarza
El Proyecto Zarza (zarzuela por jóvenes y para jóvenes) es un proyecto educativo del Teatro de la Zarzuela de divulgación del género lírico español. Fue ideado por Daniel Bianco en 2015 con el objetivo de que las nuevas generaciones conozcan el patrimonio lírico español, abriendo a su vez la puerta a nuevas generaciones de artistas.

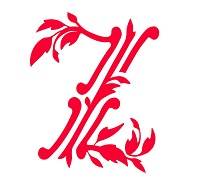
El logotipo del Proyecto Zarza, basado en la idea original de Alberto Corazón para el del Teatro de la Zarzuela, ha sido diseñado por Javier Díaz Garrido (también autor de los carteles de cada una de las producciones).

## Historia
El Proyecto Zarza comenzó como una iniciativa de Daniel Bianco para hacer llegar el género de la zarzuela y el teatro musical español a los jóvenes. Esta labor de divulgación comenzó en la temporada de 2016/2017 del Teatro de la Zarzuela con La Revoltosa, en una versión libre de Guillem Clua. Conservando la música de Ruperto Chapí, tanto el libreto, como el vestuario, la puesta en escena y la iluminación contaron con cambios a fin de acercar la obra a una época más contemporánea. La presentación contó con un total de 8 funciones, donde 16 jóvenes actores entre 18 y 30 años, y 8 instrumentistas dieron forma a este famoso sainete.
Desde entonces, el Teatro de la Zarzuela, a través del Proyecto Zarza, ha continuado ejerciendo esa labor de divulgación con recuperaciones de famosas obras líricas del género musical español o creaciones de las mimas. Así, los años posteriores se representaron famosas zarzuelas como El dúo de la Africana, La Verbena de la Paloma y Agua, azucarillos y aguardiente, hasta la temporada 2020/2021, cuando estrenaron Amores en Zarza, una obra de libreto original de Nando López, que contó con la música de varios autores como Pablo Sorozábal, Ruperto Chapí o Federico Chueca, entre otros. En la siguiente temporada 2021/2022, el Proyecto Zarza apostó por la recuperación y representación de la revista musical El sobre verde, con música de Jacinto Guerrero y libreto revisado por Álvaro Tato, que fue una de las tres obras finalistas de la XXVI edición de los Premios Max en la categoría de "Mejor Espectáculo musical o lírico".
En la temporada 2022/2023 el Proyecto Zarza estrenó una nueva obra con libreto original de Lola Blasco y música de Francisco Alonso, Yo te querré; y, en la temporada 2023/2024, se llevó a cabo la producción de El año pasado por agua, con música de Federico Chueca y Joaquín Valverde, y el libreto de Ricardo de la Vega, revisado por Enrique Viana.
La producción más reciente del Proyecto Zarza ha sido La Gran Vía, en la temporada 2024/2025. Esta Revista madrileña cómico-lírica fantástico-callejera en un acto, cuenta con música de Federico Chueca y Joaquín Valverde, y un libreto original de Felipe Pérez y González versionado por Enrique Viana. Además, ha contado con la colaboración de la Joven Orquesta Nacional de España (JONDE). En total, 20 artistas y 14 músicos han dado vida a una versión actualizada de esta zarzuela, estrenada originalmente en 1886.

## Características
La propuesta didáctica del Proyecto Zarza no solo aborda la música, sino la escenografía, el vestuario, la literatura y la educación. Manteniendo la música de los grandes compositores, se pueden dar cambios en el libreto, la puesta en escena o el vestuario, entre otros, con el fin de acercar el género lírico español a una mirada más joven. Para cumplir con esta función divulgativa, las producciones del Proyecto Zarza están mayormente reservadas a funciones escolares, aunque también se realizan funciones abiertas para todos los públicos. Al final de estas representaciones, se lleva a cabo un coloquio de 20-30 minutos donde los jóvenes pueden hacer preguntas o plantear debates a los actores, músicos y personal de la producción. 
El Proyecto Zarza cuenta con un canal de YouTube donde pueden verse todas las producciones desde la primera temporada de 2016/2017 hasta la actualidad. Además, cuenta con entrevistas que explican y enseñan de forma didáctica el trabajo que se hace en el teatro, las propuestas artísticas de cada producción, la preparación de los actores, o las impresiones de los jóvenes.

## Logros
-Premio Ópera XXI a "La Mejor Iniciativa de Fomento de la Lírica" de la temporada 2019/2020.

## Producciones
Obras del Proyecto Zarza según las temporadas de proyectos didácticos del Teatro de la Zarzuela.
| Obra                                                  | Compositor                                                                                     | Libretista                                                                         | Dirección musical | Dirección de escena | Fechas                                     | Funciones | Comentario                                                                                          |
| ----------------------------------------------------- | ---------------------------------------------------------------------------------------------- | ---------------------------------------------------------------------------------- | ----------------- | ------------------- | ------------------------------------------ | --------- | --------------------------------------------------------------------------------------------------- |
| La Gran Vía (Temporada 2024/2025)                     | Federico Chueca y Joaquín Valverde                                                             | Felipe Pérez y González en una versión de Enrique Viana                            | Néstor Bayona     | Enrique Viana       | Del 6 al 14 de marzo de 2025               | 16        | Revista madrileña cómico-lírica fantástico-callejera en un acto                                     |
| El año pasado por agua (Temporada 2023/2024)          | Federico Chueca y Joaquín Valverde                                                             | Ricardo de la Vega, en una versión de Enrique Viana                                | Lara Diloy        | Marta Eguilior      | Del 23 de febrero al 1 de marzo de 2024    | 14        | Revista musical en un acto                                                                          |
| Yo te querré (Temporada 2022/2023)                    | Francisco Alonso                                                                               | Lola Blasco                                                                        | Lucía Marín       | José Luis Arellano  | Del 24 de febrero al 4 de marzo de 2023    | 10        | Obra original del Proyecto Zarza a partir de fragmentos musicales del Maestro Alonso.               |
| El sobre verde (Temporada 2021/2022)                  | Jacinto Guerrero                                                                               | Revisión de Álvaro Tato, del libreto original de Enrique Paradas y Joaquín Jiménez | Cecilia Bercovich | Nuria Castejón      | Del 21 de febrero al 26 de febrero de 2022 | 12        | Sainete con gotas de revista musical en dos actos. Finalista de la XXVI edición de los Premios Max. |
| Amores en zarza (Temporada 2020/2021)                 | Pablo Sorozábal, Gerónimo Giménez, Federico Chueca, Ruperto Chapí y José Serrano, entre otros. | Nando López                                                                        | Miquel Ortega     | Rita Consentino     | Del 26 de febrero al 5 de marzo de 2021    | 9         | Obra original del Proyecto Zarza                                                                    |
| Agua, azucarillos y aguardiente (Temporada 2019/2020) | Federico Chueca                                                                                | Miguel Ramos Carrión, en una versión libre de Nando López                          | Óliver Díaz       | Amelia Ochandiano   | Del 2 de marzo al 7 de marzo de 2020       | 11        | Pasillo veraniego en un acto                                                                        |
| La verbena de la Paloma (Temporada 2018/2019)         | Tomás Bretón                                                                                   | Ricardo de la Vega, en versión libre de Pablo Messiez                              | Óliver Díaz       | Pablo Messiez       | Del 23 de febrero al 3 de marzo de 2019    | 14        | Sainete lírico en un acto                                                                           |
| El dúo de la africana (Temporada 2017/2018)           | Manuel Fernández Caballero                                                                     | Miguel Echegaray, en versión libre de Susana Gómez                                 | Miguel Huertas    | Susana Gómez        | Del 28 de febrero al 4 de marzo de 2018    | 12        | Zarzuela cómica en un acto                                                                          |
| La Revoltosa (Temporada 2016/2017)                    | Ruperto Chapí                                                                                  | José López Silva y Carlos Fernández-Shaw, en versión libre de Guillem Clua         | David Rodriguez   | José Luis Arrellano | Del 1 de marzo al 5 de marzo de 2017       | 8         | Sainete lírico en un acto Nueva producción del Teatro de la Zarzuela                                |